# Ponte Tresa

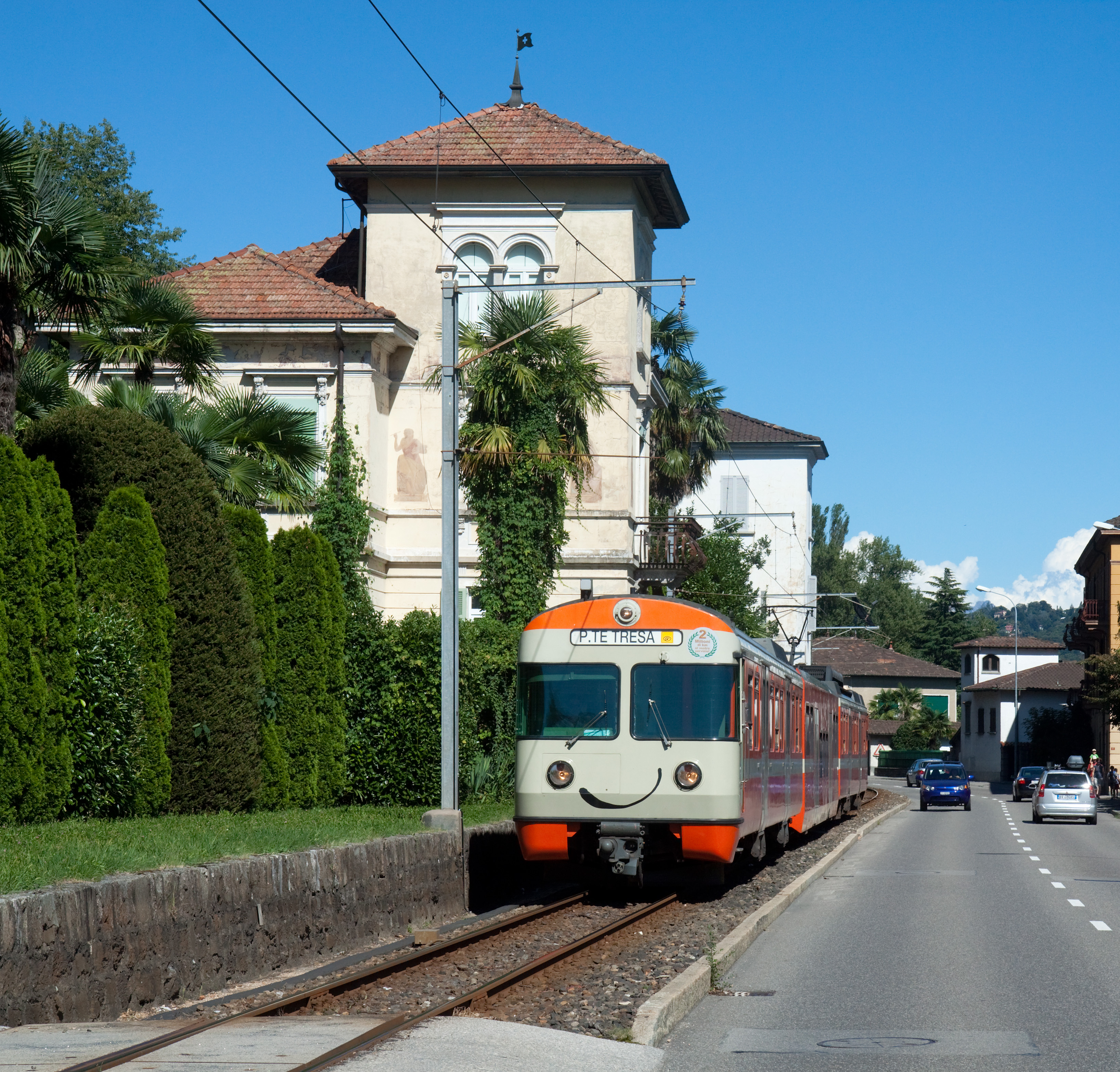
Tåg i Ponte Tresa.

Ponte Tresa är en ort i kommunen Tresa i kantonen Ticino, Schweiz. Orten var före den 18 april 2021 en egen kommun, men slogs då samman med kommunerna Croglio, Monteggio och Sessa till den nya kommunen Tresa.
Orten Ponte Tresa ligger på båda sidor om floden Tresa som utgör gräns mellan Italien och Schweiz. Den italienska delen ligger i kommunen Lavena Ponte Tresa.